# Teddy Wilson
Theodore Shaw Wilson detto Teddy (Austin, 24 novembre 1912 – New Britain, 31 luglio 1986) è stato un pianista statunitense.

## Biografia
Nato nel Texas, crebbe a Tuskegee, Alabama dove suo padre era insegnante di inglese e sua madre bibliotecaria all'università. Il giovane Theodore, iscritto al Taladega College per conseguire il diploma di pianoforte e di violino, scoprì il jazz sui dischi a 78 giri.
Trasferitosi a Detroit a 17 anni, Wilson cominciò a suonare con alcuni gruppi locali, poi con Art Tatum e con l'orchestra di Speed Webb per la quale scrisse molti arrangiamenti. A Chicago lavorò con Erskine Tate, Eddie Mallory, Louis Armstrong e Jimmie Noone. All'inizio degli anni '30 suonò anche con Art Tatum.
Nel 1933 fu ascoltato da John Hammond, che lo incoraggiò a trasferirsi a New York per suonare nella band di Benny Carter e suonò anche con Willie Bryant. Ottenne ben presto la stima degli addetti ai lavori per la tecnica pianistica e per il talento di arrangiatore. Grazie a questa sua capacità, lavorò per più di dieci anni presso la Brunswick come direttore artistico, elaborando, tra le altre, le partiture musicali per gli arrangiamenti dei pezzi che Billie Holiday eseguì con Lester Young e che sono ancor oggi giudicati tra i più riusciti dell'intera carriera della cantante.
Nel 1935 tornò a Chicago e nell'aprile 1936, insieme a Gene Krupa, andò a formare il Benny Goodman Trio. La formazione, che più tardi doveva diventare un quartetto con l'ingresso di Lionel Hampton, registrò dei dischi che divennero un primo esempio di quello che venne definito "jazz da camera". Rimase con Goodman fino al 1939, quando formò una sua big band. Wilson fissò degli standard musicali molto alti che però limitarono il successo commerciale del gruppo, che durò meno di un anno. Nel 1940 cominciò ad esibirsi regolarmente con un sestetto al Café Society di New York, a incidere dischi e ad accompagnare voci femminili quali quella di Maxine Sullivan e, più tardi, quella di Sarah Vaughan. Nei successivi dodici anni Wilson lavorò negli studi di registrazione, insegnò e fece tournée. Negli anni '60 era considerato un maestro del jazz, ruolo che mantenne per il resto della vita, suonando in tutto il mondo come solista o in piccoli gruppi, come i Gentlemen of Swing, in cui fu raggiunto da Harry Edison e Benny Carter. Nell'ultimo periodo della sua carriera si dedicò all'insegnamento alla Juilliard School e agli spettacoli radiofonici per la rete CBS, intervallandoli con esibizioni nei festival o brevi riunioni con il quartetto di Benny Goodman.
Teddy Wilson continuò a incidere dischi fino al momento della sua morte, avvenuta nel 1986. Ha lasciato una cospicua serie di incisioni, ristampate anche in CD, in cui l'attività nelle big band si alterna a quella da solista o da accompagnatore di grandi voci, quali quelle di Ella Fitzgerald, Billie Holiday, Sarah Vaughan.

## Stile musicale
Anche se all'inizio della sua carriera lo stile musicale adottato da Wilson era molto influenzato da Earl Hines, verso la metà degli anni '30 trovò il suo stile caratteristico. Il suo modo di suonare naturalmente sobrio, agile e combinato con un equilibrio elegante lo rese una figura influente nello sviluppo del pianoforte jazz. La sua influenza è evidente nei lavori di Nat "King" Cole. I suoi tanti accompagnamenti nelle esibizioni di Billie Holiday sono stati una parte importante per il successo della cantante. La qualità dei suoi accompagnamenti, specialmente quando il talento della Holiday era ancora grezzo, sono lezioni oggettive, nella loro solo apparente semplicità. Teddy Wilson viene considerato tra i più importanti pianisti del periodo swing. Ancora legato ad alcuni aspetti del ragtime e dello stride piano, ampliò tuttavia le possibilità tecniche dello strumento attraverso un tocco più leggero e un largo uso di "walking 10ths" con la mano sinistra, ovvero bicordi separati da un intervallo di decima su ogni quarto, mentre per la mano destra adottò uno stile imparentato a quello del pianista Earl Hines, eseguendo frasi "trombettistiche", rapidi arpeggi degli accordi e variando spesso materiale melodico.
Il sestetto dei primi anni '40, che a volte comprendeva artisti come Benny Morton, Jimmy Hamilton, "Big" Sid Catlett, Bill Coleman, Emmett Berry, Slam Stewart e Edmond Hall, era l'ennesima dimostrazione della sua abilità musicale sottile e discreta. Tra le registrazione importanti negli anni successivi si ricordano quelle con Lester Young e Roy Eldridge nel 1956, con Carter in Giappone nel 1980, e diversi album solistici. Sebbene fosse un uomo timido e riservato, Wilson non si faceva illusioni sulla sua statura musicale: verso la fine della sua vita, quando un intervistatore gli chiese chi fosse il suo pianista preferito, rispose, con solo un accenno di un sorriso disarmante, "Sono io".
L'eccellenza dei suoi arrangiamenti, che mettono in risalto tanto i solisti strumentali quanto il cantante e l'equilibrio apparentemente semplice tra le sezioni dell'orchestra e i solisti, mostrano la sua abilità di arrangiatore e si aggiungono alla qualità di queste registrazioni senza tempo. Le sue esibizioni con il trio e il quartetto Goodman sono altrettanto importanti, dove forniva un contrappunto al modo di suonare del leader. Noto per la sua pignoleria e la ricerca della qualità, Goodman non mancava mai di elogiare Wilson, cosa che contrastava in modo sorprendente con il suo atteggiamento spesso sprezzante verso altri musicisti importanti. La big band di Wilson fu un altro punto di riferimento, nonostante la band non raggiunse il successo commerciale, cosa che continuò chiaramente ad irritare Wilson fino alla fine dei suoi giorni.

## Discografia
Nota: la discografia è stata stilata utilizzando la discografia di Walter Bruyininckx, Seventy Years Of Jazz, il sito Discogs, le indicazioni discografiche reperite su copertine e libretti contenuti nei dischi.
- 1928-32 - The Chronological 1928-1932 (Classics, 1990)
- 1934-35 - The Chronological 1934-1935 (Classics, 1990)
- 1935-36 - The Chronological 1935-1936 (Classics, 1990)
- 1936-37 - The Chronological 1936-1937 (Classics, 1990)
- 1937-00 - The Chronological 1937 (Classics, 1996)
- 1937-38 - The Chronological 1937-1938 (Classics, 1996)
- 1938-00 - The Chronological 1938 (Classics, 1996)
- 1939-00 - The Chronological 1939 (Classics, 1996)
- 1939-41 - The Chronological 1939-1941 (Classics, 1996)
- 1942-45 - The Chronological 1939-1941 (Classics, 1996)
- 1946-00 - The Chronological 1939-1941 (Classics, 1996)
- 1947-50 - The Chronological 1939-1941 (Classics, 1996)
- 1941-42: Columbia Presents Teddy Wilson (Columbia, 1942) (4x10"Lp)

- 1944: Teddy Wilson Sextet (The Onyx Club New York Original Live Recordings)
- 1949: Teddy Wilson Featuring Billie Holiday
- 1952: Runnin' Wild (MGM)
- 1952: Just A Mood – Teddy Wilson Quartet Starring Harry James & Red Norvo (Columbia EP B-1569/5-1277)
- 1955: The Creative Teddy Wilson (Norgran) – also released as For Quiet Lovers (Verve)
- 1956: Pres and Teddy (Verve) with Lester Young
- 1956: I Got Rhythm (Verve)
- 1956: Intimate Listening (Verve)
- 1956: These Tunes Remind Me of You (Verve)
- 1957: The Impeccable Mr. Wilson (Verve)
- 1957: The Teddy Wilson Trio & Gerry Mulligan Quartet with Bob Brookmeyer at Newport (Verve)
- 1957: The Touch of Teddy Wilson (Verve)
- 1959: Mr. Wilson and Mr. Gershwin (Columbia)
- 1959: Gypsy in Jazz (Columbia)
- 1959: And Then They Wrote... (Columbia)
- 1963: Teddy Wilson 1964  (Cameo)
- 1967: Moonglow (Black Lion)
- 1968: The Noble Art of Teddy Wilson (Metronome)
- 1972: With Billie in Mind (Chiaroscuro)
- 1973: Runnin' Wild (Black Lion)
- 1976: Live at Santa Tecla
- 1980: Teddy Wilson Trio Revisits the Goodman Years
- 1983: Alone (Storyville)
- 1990: Air Mail Special

### Come sideman
- 1935: Mildred Bailey, Mildred Bailey and Her Alley Cats[2] (Columbia)
- 1935–1939: Benny Goodman, The Complete RCA Victor Small Group Recordings (RCA)
- 1938: Benny Goodman, The Famous 1938 Carnegie Hall Jazz Concert (Columbia)
- 1946-1947: Sarah Vaughan, The Chronological 1946–1947 (Classics. ?)
- 1954: Ben Webster, Music for Loving (Norgran)
- 1973: Eiji Kitamura, Swing Special
- 1974: Phoebe Snow Phoebe Snow (Shelter Records)
- 1975: Eiji Kitamura, Teddy and Eiji- Live Session
- 1980: Eiji Kitamura, Teddy Wilson Meets Eiji Kitamura